# Нівроку (фестиваль)
Всеукраїнський фестиваль «Нівроку» — музичний фестиваль, що проводиться в Тернополі, збирає найцікавіші та найактуальніші українські гурти починаючи з 1991 року. Завдяки йому місто здобуло слави рок-міста. Гасло фестивалю — Слухай Своє!, який організатори перейняли від заклику Свій до Свого — по Своє!, під яким у 1930-х роках Українці на наших західних теренах успішно конкурували з чужинськими економічними потугами, розвивали нехай і в підневільних умовах своє національне господарство.
Основні засади фесту: некомерційність, неконкурсна основа, виконання творів українською мовою та підтримка сучасних напрямків української музики. На сцені «Нівроку» виступали такі відомі виконавці: «Плач Єремії», «Танок на Майдані Конґо», «Тартак», «Вій», «От Вінта!», «Мотор'ролла», «Мертвий Півень», «Океан Ельзи», «Щастя», «Фактично Самі», Анестезія,  "Рокові Яйця" та інші.
Рік від року керманичі дійства запрошують до участі гурти, яких по суті не чути-не видно в телерадіопросторі, або ж які сьогодні лише набирають обертів і з часом перетворяться на провідних виконавців.
- 1991 7 травня — перший офіційний концерт Тернопільського рок-клубу, палац культури «Ватра»
- 1992 26-28 червня — перший фестиваль «Нівроку-92», кінотеатр «Україна»
- 1993 25-27 червня - кінотеатр імені Олександра Довженка
- 1994 9-10 липня - Парк Національного відродження, Співоче поле
- 1995 6-7 липня - Палац культури "Березіль"
- 1996 29-30 червня - Театральний майдан
- 1997 28-29 червня - Парк Національного відродження, Співоче поле
- 1998 26-28 червняТеатральний майдан
- 1999 26-27 червня - Театральний майдан
- 2000 26-27 серпня - Парк Національного відродження, Співоче поле[1]
- 2001 5 жовтня - Театральний майдан
- 2004 8-9 жовтня, парк Топільче[2][3]
- 2005 15-16 жовтня,  парк ім Т.Шевченка[4][5]
- 2006 14-15 жовтня, парк Топільче[6][7][8]
- 2008 10-12 жовтня, територія ТРЦ «Подоляни»